# Гарри Поттер (сериал)
«Гарри Поттер» (англ. Harry Potter) — будущий американо-британский фэнтезийный сериал, основанный на серии романов о Гарри Поттере британской писательницы Джоан Роулинг. Его шоураннер — Франческа Гардинер, режиссёр — Марк Майлод, главные роли сыграют Доминик Маклафлин, Аластер Стаут и Арабелла Стэнтон. Премьера первого сезона состоится на стриминговом сервисе HBO Max в 2026 году. Запланированы 7 сезонов, которые могут выходить на экраны в течение 10 лет.

## Сюжет
Сериал будет основан на романах Джоан Роулинг о Гарри Поттере. Их главный герой — мальчик-сирота, которому в начале действия 11 лет. Гарри узнаёт, что он волшебник, и оказывается в школе волшебства Хогвартс, где ему предстоит получить образование, узнать, как погибли его родители, и вступить в схватку с тёмным властелином  Волан-де-Мортом.
Всего романов о Гарри Поттере семь. Известно, что по каждому из них снимут один сезон. «Мы рады предоставить зрителям возможность открыть для себя Хогвартс совершенно по-новому… Новый сериал Max Original глубоко погрузится в каждую из культовых книг, которыми поклонники продолжали наслаждаться все эти годы», — рассказал в одном из интервью генеральный директор HBO & Max Content Кейси Блойс.

## В ролях
- Доминик Маклафлин — Гарри Поттер
- Арабелла Стэнтон — Гермиона Грейнджер
- Аластер Стаут — Рон Уизли
- Джон Литгоу — Альбус Дамблдор
- Джанет Мактир — Минерва МакГонагалл
- Паапа Эссьеду — Северус Снегг
- Ник Фрост — Рубеус Хагрид
- Люк Таллон[англ.] — Квиринус Квиррелл
- Пол Уайтхаус — Аргус Филч
- Берти Карвел — Корнелиус Фадж
- Бел Паули — Петуния Дурсль
- Даниэль Ригби[англ.] — Вернон Дурсль
- Амос Китсон — Дадли Дурсль
- Локс Пратт — Драко Малфой
- Джонни Флинн — Люциус Малфой
- Кэтрин Паркинсон — Молли Уизли
- Рори Уилмот — Невилл Долгопупс
- Лео Эрли[швед.] — Симус Финниган
- Алессия Леони[швед.] — Парвати Патил
- Сиенна Муса[швед.] — Лаванда Браун
- Луиза Брили — Мадам Хуч
- Антон Лессер — Гаррик Олливандер

## Производство
Подготовка
О начале работы над сериалом, действие которого происходит во вселенной Гарри Поттера, стало известно в 2021 году. The Hollywood Reporter сообщил, что HBO Max начал поиски сценаристов. HBO Max и Warner Brothers опровергли эту информацию, отметив, что «в студии и на стриминговом сервисе не ведётся работа по созданию сериала о Гарри Поттере».
В декабре 2022 года генеральный директор Warner Bros. TV Ченнинг Данги подтвердил намерение студии расширять франшизу «Волшебный мир». 12 апреля 2023 года Warner Bros. анонсировала сериал во время презентации Warner Bros. Discovery для прессы и инвесторов. Тогда же стало известно, что сериал будет состоять из семи сезонов и выходить на протяжении десяти лет (впрочем, уже звучат мнения, что сезонов может быть больше семи). Исполнительными продюсерами проекта стали Джоан Роулинг, Нил Блэр (продюсер фильмов серии «Фантастические твари») и Рут Кенли-Леттс.
12 апреля 2023 года HBO Max показал первый тизер сериала. Дальнейшая работа была приостановлена из-за забастовок сценаристов и актёров. В январе 2024 года стало известно, что в Лос-Анджелесе прошли встречи с кандидатами в шоураннеры проекта, в числе которых Марта Хиллер, Кэтлин Джордан, Том Моран и Майкл Лессли. Ко 2 февраля определились три основных кандидата: Франческа Гардинер, Том Моран и Кэтлин Джордан. В июне 2024 года Гардинер стала шоураннером, Марк Майлод — режиссёром.
Кастинг
С самого начала было известно, что актёры, снявшиеся в фильмах о «Гарри Поттере», к участию в сериале привлекаться не будут: авторы шоу решили сформировать новый актёрский состав. Дэниел Рэдклифф в одном из интервью в июне 2023 года уточнил, что вряд ли появится в шоу даже в формате камео.
Состав будущего актёрского коллектива стал предметом обсуждений в социальных сетях вскоре после объявления о начале работы над сериалом. Некоторые фанаты считают, что Гарри Поттера может сыграть Тоби Вульф, Гермиону — Бронте Кармайкл, Рона — Джошуа Пикеринг. Озвучивались идеи о том, что актёры из фильмов о Гарри Поттере могли бы сыграть в сериале более взрослых персонажей (например, Том Фелтон — отца своего киногероя, Люциуса Малфоя). Однако в Warner Bros. TV в январе 2024 года уточнили, что все слухи и версии, имеющие хождение на данный момент, действительности не соответствуют и что кастинг начнётся после того, как у сериала появится шоураннер. Кастинг был объявлен в сентябре 2024 года: авторы шоу начали поиски детей в возрасте от 9 до 11 лет, «представителей всех рас, гендерных идентичностей, национальностей, этнических принадлежностей, сексуальных предпочтений». В объявлении уточнялось: «Мы стремимся к инклюзивному и разнообразному кастингу». Известно, что поступило более 30 тысяч заявок.
В апреле 2025 года HBO официально подтвердил имена первых актёров: Джон Литгоу получил роль Альбуса Дамблдора, Джанет Мактир — роль Минервы МакГонагалл, темнокожий актёр Паапа Эссьеду — роль Северуса Снегга. Ник Фрост сыграет Рубеуса Хагрида, Люк Таллон — Квиринуса Квиррелла, Пол Уайтхаус — Аргуса Филча. В конце мая стало известно, кто исполнит главные роли: Доминик Маклафлин сыграет Гарри Поттера, Аластер Стаут — Рона Уизли, Арабелла Стэнтон — Гермиону Грейнджер.
Съёмки
Съёмки первого сезона, основанного на романе «Гарри Поттер и философский камень», начались 14 июля 2025 года на киностудии в британском Ливсдене, где когда-то снимали фильмы о Гарри Поттере. Известно, что первый и второй сезоны будут включать по шесть серий, а третий и последующие — возможно, по восемь. Первый сезон планируется снимать до мая 2026 года (понадобится много времени из-за ограничений на детский труд в Великобритании), а второй сезон будут снимать сразу после него.
Изначально предполагалось, что премьера первого сезона состоится в 2025 или 2026 году. В феврале 2024 года генеральный директор Warner Bros. Discovery Дэвид Заслав назвал 2026 год.

## Оценки
Отклики на первые сообщения о начале работы над сериалом были неоднозначными. Многие подписчики социальных сетей восприняли эту новость негативно: они пишут, что авторы шоу «посягают на сокровенное» ради прибыли, что главные роли в угоду современным трендам могут быть отданы представителям разного рода меньшинств. С другой стороны, звучат мнения о том, что в сериале могут быть исправлены серьёзные ошибки, допущенные при создании фильмов, так как сериальный формат больше подходит для переноса на экран всего значимого сюжетного материала. Об этом говорила и Джоан Роулинг.
Дэниел Рэдклифф в одном из интервью рассказал, что ждёт выхода сериала с нетерпением: по его словам, для него самого и для зрителей это прекрасная возможность, чтобы увидеть историю целиком, без купюр.
Участие писательницы в проекте привлекло к нему внимание со стороны определённого рода активистов, критиковавших Роулинг за её высказывания в адрес трансперсон. Она сама так написала об этом в Twitter: «Ужасные новости, которыми я считаю своим долгом поделиться. Активисты пытаются организовать очередной бойкот моей работы, на этот раз сериала о Гарри Поттере. Поскольку предупрежден — значит вооружен, я запаслась большим количеством шампанского».
Издание Movieweb назвало идею сериала о Гарри Поттере большой ошибкой: по его мнению, перезапуску франшизы стоило бы предпочесть её расширение. Обозреватель Film.ru констатировал, что создатели шоу столкнутся с массой трудностей. В частности, это необходимость переосмыслить большой мир, в деталях знакомый миллионам фанатов, и неизбежная критика.
Обозреватель российских «Известий» Сергей Сычёв предположил, что новая экранизация не станет «буквальной». По его мнению, основная интрига заключается в том, насколько далеко смогут отойти авторы шоу от книг.